# Stephen Smith

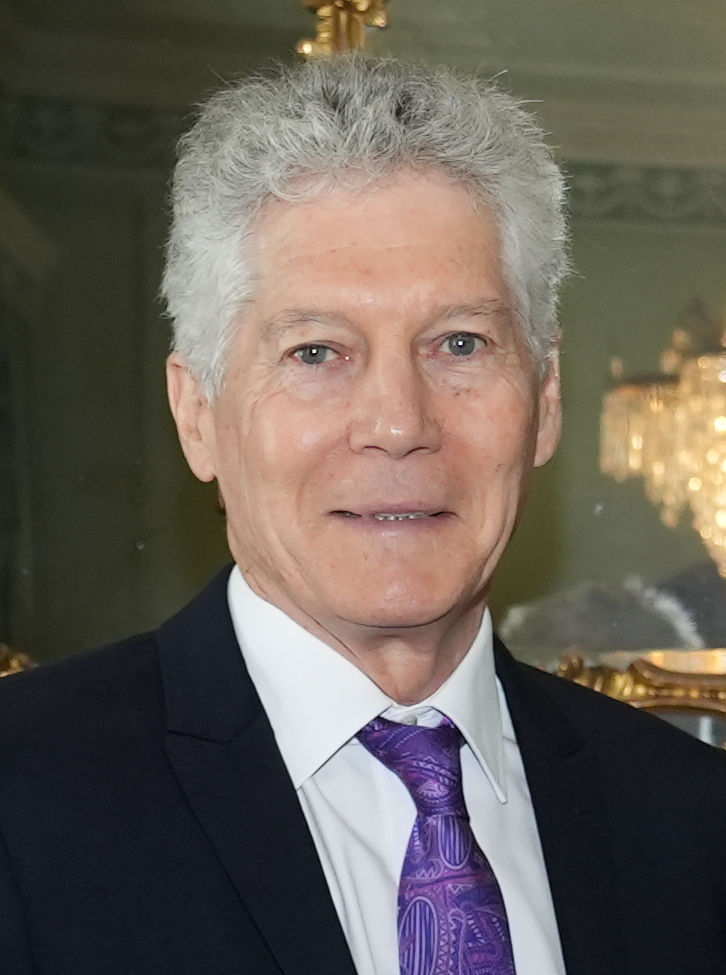
Stephen Simith.

Stephen Francis Smith (Narrogin, 12 de dezembro de 1955) é um político australiano do Partido Trabalhista, atual Secretário de Defesa de seu país. Também é membro da Câmara dos Representantes pela Divisão de Perth desde 1993. 
Stephen foi membro da oposição de 1996 a 2007, ano em que venceu as eleições pelo partido Trabalhista.